# Marie Gottlieb
Marie Gottlieb (17 de enero de 1987) es una deportista danesa que compitió en remo. Ganó una medalla de plata en el Campeonato Europeo de Remo de 2010, en la prueba de cuatro scull ligero.

## Palmarés internacional
| Campeonato Europeo | Campeonato Europeo          | Campeonato Europeo | Campeonato Europeo  |
| Año                | Lugar                       | Medalla            | Prueba              |
| ------------------ | --------------------------- | ------------------ | ------------------- |
| 2010               | Montemor-o-Velho (Portugal) | Medalla de plata   | Cuatro scull ligero |